# Lou Barletta
Louis James Barletta dit Lou Barletta, né le 28 janvier 1956 à Hazleton, est un homme politique américain, représentant républicain de Pennsylvanie à la Chambre des représentants des États-Unis de 2011 à 2019.

## Biographie
Lou Barletta est originaire de Hazleton dans le comté de Luzerne en Pennsylvanie.
Après un premier échec en 1996, il entre au conseil municipal de sa ville natale en 1998. En 2000, il est élu maire de Hazleton. Durant son mandat, il se bat notamment contre l'immigration illégale en sanctionnant les entreprises employant des immigrés clandestins ou les propriétaires dont ils sont locataires. Il fait également de l'anglais la langue officielle de la ville.
En 2002 et 2008, il se présente à la Chambre des représentants des États-Unis dans le 11e district de Pennsylvanie face au démocrate Paul Kanjorski. Battu à deux reprises, il rassemble 42,4 % des voix en 2002 et 48,4 % en 2008. Barletta affronte à nouveau Kanjorski en 2010. Il ne rencontre pas d'opposant dans sa primaire, contrairement au démocrate. Attaquant notamment Kanjorski pour son soutien à l'Obamacare, il arrive en tête des sondages, même si l'écart entre les candidats se resserre à l'approche de l'élection. Porté par la « vague républicaine » nationale, il est élu représentant avec 54,7 % des suffrages.
Son district est redécoupé en 2011 ; il devient beaucoup plus favorable aux républicains en perdant les villes démocrates de Wilkes-Barre et Scranton. Barletta est réélu avec 58,5 % des voix en 2012 et 66,3 % en 2014.
Après avoir remporté un quatrième mandat en 2016, Barletta annonce sa candidature au Sénat des États-Unis à la fin du mois d'août 2017. Le 15 mai 2018, il remporte la primaire républicaine avec environ 63 % des suffrages exprimés. Il devient dès lors le candidat officiel du parti conservateur pour affronter le sénateur démocrate sortant Bob Casey, Jr. Cependant, ce-dernier le bat au soir de l'élection générale, remportant 55,5 % des voix contre seulement 43 % pour le républicain.

## Positions politiques
Barletta est connu pour ses positions radicales sur l'immigration. Lors des primaires présidentielles de 2016, il soutient d'abord l'ancien sénateur de Pennsylvanie Rick Santorum. Après le retrait de celui-ci, il décide de se ranger derrière la candidature de Donald Trump,.

## Historique électoral

### Chambre des représentants des États-Unis
| Année | Lou Barletta | Démocrate | Autres |
| ----- | ------------ | --------- | ------ |
| Année |              |           |        |
| 2002  | 42,43 %      | 55,61 %   | 1,96 % |
| 2008  | 48,37 %      | 51,63 %   | —      |
| 2010  | 54,70 %      | 45,30 %   | —      |
| 2012  | 58,54 %      | 41,46 %   | —      |
| 2014  | 66,31 %      | 33,63 %   | —      |
| 2016  | 63,71 %      | 36,29 %   | —      |